# The Great Lost Sun Ra Albums (Cymbals & Crystal Spears)
The Great Lost Sun Ra Albums (Cymbals & Crystal Spears) ist ein Jazzalbum von Sun Ra. Die 1973 in den Variety Studios, New York City, für das Label Impulse! Records entstandenen, jedoch lange Jahre offiziell unveröffentlicht gebliebenen Aufnahmen erschienen am 26. September 2000 auf Evidence Records. In erweiterter und remasterter Fassung wurden die Aufnahmen am 21. April 2018 auf dem Label Modern Harmonic unter dem Titel The Cymbals/Symbols Sessions (New York, 1973) wiederveröffentlicht.

## Hintergrund
Anfang 1973 unterzeichnete Sun Ra dank der Überzeugung des Jazzproduzenten Ed Michel eine Lizenzvereinbarung mit dem renommierten Jazz-Imprint Impulse (zu dieser Zeit Teil von ABC/Paramount Records), um Katalogtitel von Ras eigenem Saturn-Label sowie einige neue Arkestra-Aufnahmen herauszubringen. Michel hatte zuvor Ras kommerziell erfolgreichstes Album Space Is the Place 1972 für Blue Thumb Records produziert und er dachte, Ra sei endlich für ein breiteres Publikum gerüstet. Der Impulse-Vertrag mit Ra und Manager Alton Abraham legte eine Obergrenze von 50 Alben fest – zehn jährlich für fünf Jahre. Doch das gemeinsame Verständnis war nur von kurzer Dauer, angesichts der unterschiedlichen Standpunkte und des kommerziellen Fehlschlags. Bei den Sessions entstandenes Material blieb unveröffentlicht, Cymbals und Crystal Spears verblieben in den Archiven. William Ruhlmann von Allmusic merkte dazu an: „Dies war Ras erste Zusammenarbeit mit einer namhaften Plattenfirma, und obwohl es zu zehn tatsächlichen Veröffentlichungen führte, währte sie nicht lange; weitere 12 geplante Veröffentlichungen wurden abgesagt.“
Neben den Neuauflagen wurden lediglich zwei neu aufgenommene Alben veröffentlicht – Astro Black und Pathways to Unknown Worlds. Zwei weiteren Alben, Cymbals und Crystal Spears, das 1973 aufgenommen wurde, wurden noch Katalognummern zugewiesen, bevor das Material letztlich im Archiv verblieb. Die Aufnahmen müssen schnell vom Impulse-Management verworfen worden sein, meint Reissue-Produzent Irwin Chusid, denn noch in diesem Jahr wurden drei Titel der Cymbals-Session auf unpassende Weise mit einigen von Ras frühesten Aufnahmen aus den 1940er- und 1950er-Jahren auf einer Saturn-LP unter dem Titel Deep Purple gekoppelt.
Das umfangreiche Sun Ra-Neuauflagenprogramm des Evidence-Labels brachte diese beiden Alben zum ersten Mal im Jahr 2000 als Doppel-CD The Great Lost Sun Ra Albums (Cymbals & Spears) heraus, 27 Jahre nach ihrer Aufnahme. Während die Evidence-CDs von 2000 auf minderwertigen Quellbändern basierten, den zu dieser Zeit einzigen verfügbaren Bändern, konnten für die Neuausgabe von 2018 auf Modern Harmonic die Session-Masterbänder aus Michael D. Andersons Sun Ra Music Archive verwendet und mit zwei zusätzlichen Titeln die kompletten Cymbals/Symbols-Sessions dargestellt werden.

## Titelliste
- Sun Ra: Sun Ra – The Great Lost Sun Ra Albums (Cymbals & Crystal Spears) (Evidence ECD 22217-2)[3]

CD 1
1. The World of the Invisible 6:51
2. Thoughts Under a Dark Blue Light 16:31
3. The Order of the Pharaonic Jesters 7:21
4. The Mystery of Two 7:35
5. Land of the Day Star 3:57

CD 2
1. Crystal Spears 6:01
2. The Eternal Sphynx 4:48
3. The Embassy of the Living God 10:20
4. Sunrise in the Western Sky 20:19

Die Kompositionen stammen von Sun Ra.
- Sun Ra & His Arkestra: The Cymbals/Symbols Sessions (New York, 1973)[4]

1. The World of the Invisible 6:51
2. Thoughts Under a Dark Blue Light 16:32
3. The Order of the Pharaonic Jesters 7:24
4. The Mystery of Two 7:34
5. Land of the Day Star 3:56
6. The Universe is Calling 4:10
7. Space Landing 7:15
8. Of Drastic Measures 4:50
9. Of Otherness 7:31
10. Myth Evidential 13:20
11. Destination of the Known Unknown 9:36

## Rezeption
William Ruhlmann verlieh dem Album in Allmusic vier Sterne und schrieb, Cymbals entpuppe sich als Session mit kleiner Band, bei der nicht mehr als sechs, meist nur vier Musiker auf einer Auswahl spielen. Sun Ra selbst sei hauptsächlich auf der Orgel zu hören, und sein dezentes Spiel gebe den Ton für eine Gruppe stimmungsvoller, zurückhaltender Tracks an. Egal, wer in den Soli hervortrete, sei dies zumeist eine ruhige, introspektive Session. Bereits ab dem eröffnenden Solo auf dem Minimoog von Sun Ra sei Crystal Spears wiederum etwas ganz anderes: ein Album mit kompletter Band. Seine Melodien enthalten bis zu sieben Bläser auf einem Titel, von denen die meisten auch zur Perkussion beitragen, wenn sie nicht ihr Hauptinstrument spielen. Die ausgedehnten Arrangements lassen viel Raum für Soli, Duos und sogar Perioden von Beinahe-Kakophonie. Es sei jedoch zweifelhaft, ob Cymbals und Crystal Spears die gesamte Karriere von Sun Ra verändert hätten, wenn sie 1973 von Impulse herausgegeben worden wären wie beabsichtigt, aber sein Werk ist so umfangreich und so vielfältig, dass jede einzelne Platte ein weiteres wertvolles Puzzleteil liefere.
Nach Ansicht von Richard Cook und Brian Morton ist keine der beiden Alben „großartig“ oder so „verloren“, wie es der [reißerische] Titel vermuten lasse, und beides verändere das Bild von Sun Ra in dieser Zeit nicht wesentlich. Cymbals sei insofern interessant, als es im Grunde genommen eine kleine Gruppenaufnahme ist, die meistens skurril und intim gespielt werde, ein Moment der Auszeit in den Eingeweiden des Mutterschiffs Arkestra. Größere Gesten bleiben dem Ensemble von „Crystal Spears“ erspart, das sehr vertraut dahinpoltert. „Sunrise“ sei eine mitreißende Hymne und vielleicht das Schönste auf der Platte.
Nach Ansicht von Jason Heller (Pitchfork Media) sind Cymbals-Tracks wie „Thoughts Under a Dark Blue Light“ mehr als nur Sun-Ra-Geheimnisse. Ein orgelgetriebener, boppiger Blues, der auf frühe Werke wie „Sun Song“ [von Jazz by Sun Ra von 1957] zurückgehe, sei eine Manifestation von Sun Ras spielerischem Sinn für Zirkularität und Vereinigung, denn das Arkestra sei nie von Punkt A nach Punkt B, sondern in viele Richtungen gleichzeitig gereist.